# 몽갈라주

몽갈라주의 위치

몽갈라주(프랑스어: Mongala)는 콩고 민주 공화국 북서부에 위치한 주로 주도는 리살라이며 면적은 58,141 km2, 인구는 1,793,564명(2005년 기준), 인구 밀도는 31명/km2이다.
2006년에 개정되어 2015년에 시행된 콩고 민주 공화국 헌법에 따라 에카퇴르주에서 분리되어 신설되었다. 북쪽으로는 북우방기주, 북동쪽으로는 바우엘레주, 남동쪽으로는 초포주, 남쪽으로는 추아파주, 남서쪽으로는 에카퇴르주와 접한다.